# 吉田玉男 (初代)
初代 吉田 玉男（しょだい よしだ たまお、1919年1月7日 - 2006年9月24日）は、日本の文楽人形浄瑠璃の人形遣い、重要無形文化財保持者（人間国宝）。

## 来歴・人物
1919年（大正8年）大阪府大阪市に生まれる。本名・上田末一（うえだ すえいち）。三男二女の末子として生まれ、父親は次々と仕事を変えていたが、玉男が生まれた頃は兄二人がすでに働いていたため、生活は比較的ゆとりがあった。生まれ育った日本橋5丁目は文楽関係者が多く住む地域だったが、13歳で文楽に道に進むまで家族の誰も文楽を見たことはなかった。
早く働きたい希望があり、小学生の頃から夜間の難波商工学校に通い、尋常高等小学校を中退して13歳で会社勤めを始めたが、学歴による待遇の差を知り、両親の勧めで文楽の人形遣いを目指し、文楽座に通う。
1933年（昭和8年）吉田玉次郎に入門し、玉男と名乗る。立役（男役）。戦中二度出征。戦後『曽根崎心中』の徳兵衛役が当たり役となり、生涯で1136回務めた。抑制の効いた、理知的な動きの中に、秘めた情感や品良き色香を表現し、その技は最高峰と謳われた。
1966年（昭和41年）「源平引布滝」三段目瀬尾で大阪府民劇場奨励賞を受賞。さらに1977年（昭和52年）重要無形文化財保持者（人間国宝）認定、1978年（昭和53年）紫綬褒章受章。
1989年（平成元年）勲四等旭日小綬章受章、1997年（平成9年）朝日賞受賞、2000年（平成12年）文化功労者、2003年（平成15年）京都賞思想・芸術部門（映画・演劇分野）受賞。
1995年（平成7年）に咽喉腫瘍を発症して手術し、2003年（平成15年）に病が再発した後は舞台休演が目立つようになり、2005年（平成17年）8月の国立文楽劇場（大阪市）公演を最後に舞台に立つことはなかったが、現役を引退することはなかった。
2006年（平成18年）9月24日、肺炎のため大阪市内の病院で死去。87歳没。墓所は大阪市天王寺区の浄土宗銀山寺に在所する。
玉男の名は自らの弟子である吉田玉女が2015年に2代目を襲名した。

## 出演
平成の中頃に、玉男の小学校時代の同級生の孫が『探偵!ナイトスクープ』に「人間国宝の頭を叩きたい」との投書依頼に応えて出演。
同級生（依頼者の祖父）と探偵が玉男を自宅に訪ね、再会を果たした時に、探偵が説明をする前に、小学校卒業以来、半世紀以上会っていない同級生の顔を見て「お！◎◎くんやん。久しぶり」と声を掛け、自宅に招き、依頼が成功したというエピソードがあった。

## 関連書籍
- 『文楽の男 吉田玉男の世界』山川静夫共著 淡交社 2002
- 『文楽吉田玉男』小川知子 撮影 演劇出版社 2003
- 『吉田玉男文楽藝話』日本芸術文化振興会 森西真弓聞き手 国立劇場上演資料集 2007
- 『人形有情 吉田玉男文楽芸談聞き書き』宮辻政夫聞き手 岩波書店 2008

## 参考資料
「第一〇四回＝文楽公演　平成十八年十一月　国立文楽劇場」公演パンフレット（平成18年11月4日独立行政法人日本芸術文化振興会発行）